# Darkest Day
Darkest Day er det ottende album af det amerikanske dødsmetal-band Obituary, som blev udgivet den 30. juni 2009 gennem Candlelight Records. Albummet var det andet med lead guitaristen Ralph Santolla, og beskrevet som et klassisk Obituary album. Albumomslaget blev lavet af Andreas Marschall.

## Spor
1. "List of Dead" – 3:34
2. "Blood to Give" – 3:35
3. "Lost Inside" – 3:55
4. "Outside My Head" – 3:52
5. "Payback" – 4:29
6. "Your Darkest Day" – 5:07
7. "This Life" – 3:45
8. "See Me Now" – 3:23
9. "Fields of Pain" – 3:19
10. "Violent Dreams" – 1:58
11. "Truth Be Told" – 4:49
12. "Forces Realign" – 4:39
13. "Left to Die" – 6:20

## Fodnoter
1. ↑  "Obituary: 'Darkest days' ahead". Live-Metal.Net. Arkiveret fra originalen 29. juli 2009. Hentet 2010-01-06.
2. ↑  "Obituary: New Album Details Revealed". blabbermouth.net. 17. april 2009. Arkiveret fra originalen 29. september 2009. Hentet 2009-04-17.